# Saracens FC

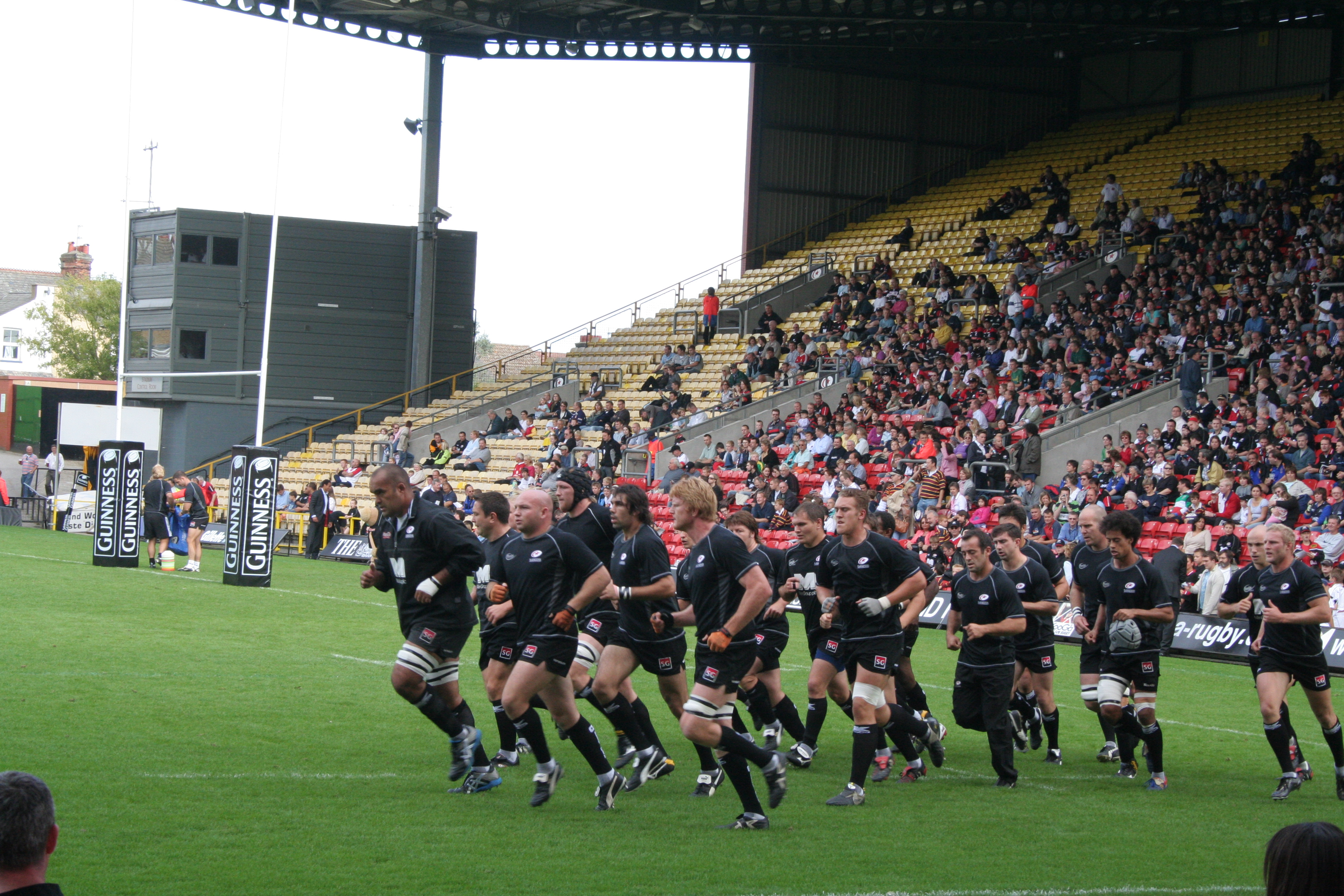
Hráči Saracens

Saracens Football Club je anglický ragbyový klub, sídlící v Londýně, člen Rugby Football Union a účastník nejvyšší soutěže English Premiership. V letech 1997 až 2013 hrál na stadionu Vicarage Road ve Watfordu, nyní sídlí na Allianz Park v londýnském předměstí Hendon. Znakem klubu je rudý půlměsíc a hvězda v černém oválu, hráči nastupují k domácím zápasům v černých dresech s bílými, červenými a šedými aplikacemi.
Klub byl založen roku 1876 studenty školy klasických jazyků v londýnské čtvrti Marylebone. Pojmenoval se podle Saracénů, protože v sousedství existoval klub Crusaders (Křižáci). Oba týmy se spojily v roce 1878. V roce 1989 Saracens postoupili do English Premiership, v roce 1993 sestoupili, ale v roce 1995 se vrátili a od té doby hrají nejvyšší soutěž nepřetržitě. Vyhráli ji v letech 2011 a 2015, v roce 2013 vyhráli základní část, ale v semifinále play-off podlehli Northampton Saints. Také vyhráli Anglo-Welsh Cup v letech 1998 a 2015 a byli finalisty mezinárodního Heineken Cupu 2014.